# Elisa Frisoni
Elisa Frisoni (ur. 8 sierpnia 1985 w Isola della Scala) – włoska kolarka torowa, dwukrotna medalistka mistrzostw świata.

## Kariera
Pierwszy sukces Elisa Frisoni osiągnęła w 2002 roku, kiedy została mistrzynią świata juniorów w sprincie indywidualnym, wyścigu na 500 m i keirinie oraz mistrzynią Europy juniorów w dwóch pierwszych konkurencjach. Dwa lata później wystartowała na mistrzostwach świata w Melbourne w 2004 roku, gdzie wywalczyła srebrny medal w keirinie, ulegając jedynie Francuzce Clarze Sanchez. Wynik ten Włoszka powtórzyła podczas mistrzostw świata w Los Angeles w 2005 roku, ponownie przegrywając tylko z Sanchez. Frisoni startowała także na mistrzostwach świata w Kopenhadze w 2010 roku, zajmując dziewiętnaste miejsce w keirinie, a rywalizację w wyścigu na 500 m ukończyła na 21. pozycji. Jest ponadto wielokrotną mistrzynią kraju w sprincie, keirinie i wyścigu na 500 m.